# 암표
암표(암표 ticket resale, ticket scalping or ticket touting)란 법을 위반하여 몰래 사고파는 각종 탑승권, 입장권 따위의 표를 말한다

## 예
암표의 예로는 인기가 있는 스포츠게임을 암표상이 미리 사재기를 한 후 표를 못구한 사람들에게 더 비싼 가격에 되파는 암표, 같은 방식으로 명절 때 열차의 탑승권을 구하지 못한 사람들에게 탑승권을 먼저 사재기 해 둔 암표상이 그 탑승권을 비싸게 되파는 암표 등이 있다.

## 같이 보기
- 가격 차별
- 경험재